# المقاتل النهائي: نهائي فريق جونز ضد فريق سونين
المقاتل النهائي: نهائي فريق جونز ضد فريق سونين (بالإنجليزية: The Ultimate Fighter: Team Jones vs. Team Sonnen)‏ المعروف أيضًا باسم المقاتل النهائي 17 (بالإنجليزية: The Ultimate Fighter 17)‏ هي الدفعة السابعة عشرة من المسلسل التلفزيوني الواقعي الذي أنتجته يو إف سي لمسلسل التلفزيوني الواقعي المقاتل النهائي.

## قتال المدربين
تم عقد يو إف سي 159 في 27 أبريل 2013 في نيوآرك، نيو جيرسي.
- نزال على لقب بطولة يو إف سي لوزن خفيف الثقيل: جون جونز (ب) ضد شيل سونين

جون جونز (c) هزم شيل سونين عن طريق الضربة الفنية القاضية (بالمرفقين واللكمات) في 4:33 في الجولة الأولى.